# Kniha Moroni
Kniha Moroni je součástí Knihy Mormonovy. Datována je po roce 401 po Kr.
Prorok Moroni podle podání této knihy píše v čase válek, kdy jsou usmrcováni věrní Kristovi. Ježíš dává nefitským učedníkům Ducha Svatého, jsou svěceni kněží a učitelé, je pojednáno o ohavnosti křtu dětí, je zaznamenána modlitba Mormonova.